# Misere (Seychellen)
Misere (La Misère) ist ein Ort auf der Insel Mahé im Inselstaat Seychellen. Der Ort hat ca. 2600 Einwohner (Berechnung 2005).

## Geographie
Der Ort liegt zwischen Fairview (N) und Souvenir (SW) im Zentrum der Insel Mahé auf der Anhöhe und an der Nordgrenze des Distrikts Grand Anse. Im Osten erhebt sich der Berg New Savy an der Grenze zum Distrikt Cascade auf eine Höhe von 587 m.
Eine Attraktion ist das La Misere Exotics Garden Centre.